# (17203) 2000 AM64
2000 أي أم 64 (ويعرف أيضًا باسم (17203) 2000 أي أم 64 وفق تسمية الكوكب الصغير) (بالإنجليزية: 2000 AM64)‏ هو كويكب ضمن حزام الكويكبات؛ وترتيبه 17203 من حيث الاكتشاف.
اكتُشف هذا الجُرم الفلكي بواسطة بحث لنكولن عن الكويكبات القريبة من الأرض في 4 يناير 2000.

## وصلات خارجية
- (17203) 2000 AM64 في قاعدة بيانات مختبر الدفع النفاث لأجرام النظام الشمسي الصغيرة

- الاكتشاف · مخطط المدار ·  العناصر المدارية · المعلمات المادية

- (17203) 2000 AM64 على موقع ويكي سكاي: DSS2, SDSS, GALEX, IRAS, Hydrogen α, X-Ray, Astrophoto, Sky Map, Articles and images